# Tony (canción)
«Tony» es una canción compuesta en 1994 por el músico argentino Luis Alberto Spinetta, interpretada por la banda Spinetta y los Socios del Desierto en el álbum homónimo de 1997, primero de la banda y 25º en el que tiene participación decisiva Spinetta. 
La canción fue estrenada en el recital debut de Spinetta y los Socios del Desierto en el Velódromo de Buenos Aires el 18 de noviembre de 1994. Spinetta y los Socios del Desierto fue un trío integrado por Marcelo Torres (bajo), Daniel Wirtz (batería) y Luis Alberto Spinetta (guitarra y voz).

## Contexto
El tema pertenece al álbum doble Spinetta y los Socios del Desierto, el primero de los cuatro álbumes de la banda homónima, integrada por Luis Alberto Spinetta (voz y guitarra), Marcelo Torres (bajo) y Daniel Wirtz (batería). El trío había sido formada en 1994 a iniciativa de Spinetta, con el fin de volver a sus raíces roqueras, con una banda de garage. Los Socios ganaron una amplia popularidad, realizando conciertos multitudinarios en Argentina y Chile.
El álbum doble Spinetta y los Socios del Desierto ha sido considerado como una "cumbre" de la última etapa creativa de Luis Alberto Spinetta. El álbum fue grabado en 1995, pero recién pudo ser editado en 1997, debido a la negativa de las principales compañías discográficas, a aceptar las condiciones artísticas y económicas que exigía Spinetta, lo que lo llevó a una fuerte confrontación pública con las mismas y algunos medios de prensa.
El disco coincide con un momento del mundo caracterizado por el auge de la globalización y las atrocidades de la Guerra de Bosnia -sobre la cual el álbum incluye un tema-. En Argentina coincide con un momento de profundo cambio social, con la aparición de la desocupación de masas -luego de más de medio siglo sin conocer el fenómeno, la criminalidad -casi inexistente hasta ese momento-, la desaparición de la famosa clase media argentina y la aparición de una sociedad fracturada, con un enorme sector precario y marginado, que fue la contracara del pequeño sector beneficiado que se autodenominó como los "ricos y famosos".

## La canción
Es el décimo segundo track del Disco 1 del álbum doble. Fue uno de los primeros que ensayaron Spinetta y Los Socios del Desierto a partir de abril de 1994 y fue estrenado el 18 de noviembre de ese año en el concierto de presentación que la banda realizó en el Velódromo de Buenos Aires. Se trata de una desgarrada balada lenta spinetteana, que se vuelve más rápida hacia el final y se caracteriza por los acordes disonantes de la introducción y sus arpegios entrecruzados.
La letra es un mensaje dirigido a un amigo de Spinetta, fallecido en 1994. El propio Spinetta contó en la conferencia de prensa brindada en ocasiòn de la presentación del álbum en el Hard Rock Café de Buenos Aires que Tony era "un digitopunturista japonés que ayudó a mi madre a ponerse bien".
El tema comienza diciendo "Que Dios te bendiga por el resto de tus días, Oh Tony". Luego de pedirle "permiso" para mencionar su nombre en la canción, le dice que lo siente en la armonía y que aprendió a mirar en el fin de este mar. La voz de Spinetta se vuelve desgarrada a medida que avanza el tema, para cerrar con un solo de guitarra interpretado en un tiempo mucho más rápido.

Oh Tony querido
te quiero decir que aprendí
a mirar en el fin de este mar
sombra marfil
hoy yo siento que llegas a mí
a curar mi mal
"Tony" (fragmento)